# Авијатик C.III
Авијатик C.III/C.IV је немачки извиђачки авион. Авион је први пут полетео 1916. године.

## Технички опис
Труп је имао основну дрвену конструкцију већим делом обложену шперплочама. Попречни пресек трупа је био правоугаоног облика, стим што је горња стана трупа била заобљена. На кљуну трупа се налазио линијски мотор обложен лименом капотажом. Предљи део трупа одмах иза мотора је био такође обложен алуминијумским лимом. У трупу су се налазиле две комотне отворене кабине пилота, са управљачким механизмом који је био комбинација полужног и жичаног система и сетом инструмената за контролу лета авиона и рада мотора и осматрача. Пилот је био заштићен ветробранским стаклом а имао је и наслон за главу.
Погонска група се састијала од једног 6-то цилиндричног, линијског, течношћу хлађенок мотора Мерцедес D III снаге 117 kW (160 KS). Елиса је била дрвена двокрака са фиксним кораком.
Крила су имала дрвену конструкцију са две рамењаче обложену платном. Горњa и доњa крилa су били иста, конструктивно а по димензијама, доње крило има мањи размах од горњег. Са обе стране су крила са два пара вертикалних упорница везана међусобно. Дијагоналним жицама (затезачима) крила су додатно учвршћена. Крилца су била исте, дрвене конструкције пресвучене платном и налазила су се само на горњим крилима.
Реп авиона је био класичан, један вертикални и два хоризонтална стабилизатора дрвене конструкције пресвучене лепенком. Кормило правца и кормила дубине си имала метални конструкцију пресвучену импрегнираним платном.
Стајни трап је фиксан конвенционалног типа са крутом осовином, напред точкови а назад на репу авиона налази се еластична дрљача као трећа ослона тачка.

## Наоружање
Авион је био наоружан једним митраљезом LMG 14 Parabelum калибра 7,92 мм на турели код осмарача а могао је да понесе и до 60 кг. бомби.
| Наоружање авиона: Авијатик C.III/C.IV |                      |
| Ватрено (стрељачко) наоружање         |                      |
| Топ                                   |                      |
| Митраљез                              |                      |
| Број и ознака митраљеза               | 1 x LMG 14 Parabelum |
| Калибар                               | 1 x 7,92             |
| Бомбардерско наоружање (бомбе)        |                      |
| Укупна маса                           | 60                   |
| Ракетно наоружање (ракете)            |                      |

## Верзије
- C.III - серијски модел са мотором Мерцедес D III снаге 117 kW.
- C.IV - прототип исти као и модел C.III са мотором Benz Bz.III снаге 117 kW.

## Земље које су користиле авион
- Аустроугарска
- Немачко царство
- Румунија
- Краљевина Југославија